# Uruguay na Letních olympijských hrách 1956
Uruguay na Letních olympijských hrách 1956 v australském Melbourne reprezentovalo 21 mužů ve 5 sportech.

## Medailisté
| Medaile | Jméno | Sport     | Disciplína  |
| ------- | --- | --------- | ----------- |
| Bronz   | Carlos Blixen Ramiro Cortes Héctor Costa Nelson Chelle Nelson Demarco Héctor García Otero Carlos González Sergio Matto Oscar Moglia Raúl Mera Ariel Olascoaga Milton Scaron | Basketbal | Turnaj mužů |